# 4. Biathlon-Weltcup 2021/22 (Annecy-Le Grand Bornand)
Der 4. Weltcup der Biathlon-Saison 2021/22 fand in der französischen Gemeinde Le Grand-Bornand in der Nähe von Annecy statt. Das  Stade de Biathlon Sylvie Becaert war zum ersten Mal seit Dezember 2019, und erst zum vierten Mal überhaupt, Austragungsort eines Biathlon-Weltcups, nachdem in der vergangenen Saison aufgrund der Coronasituation zwei Wettkämpfe in Hochfilzen ausgetragen wurden. Die Wettkämpfe wurden in dieser Saison zwischen dem 13. und 19. Dezember 2021 ausgetragen.

## Wettkampfprogramm
| Datum        | Männer    | Männer               | Frauen    | Frauen                |
| ------------ | --------- | -------------------- | --------- | --------------------- |
| Do, 16.12.21 |           |                      | 14:15 Uhr | Sprint (7,5 km)       |
| Fr, 17.12.21 | 14:15 Uhr | Sprint (10 km)       |           |                       |
| Sa, 18.12.21 | 15:00 Uhr | Verfolgung (12,5 km) | 13:00 Uhr | Verfolgung (10 km)    |
| So, 19.12.21 | 14:45 Uhr | Massenstart (15 km)  | 12:45 Uhr | Massenstart (12,5 km) |

## Teilnehmende Nationen und Athleten
| Nation                | Anzahl               | Athlet | Athletin |
| Europa (23 Nationen)  | Europa (23 Nationen) | Europa (23 Nationen) | Europa (23 Nationen)                                                                                              |
| --------------------- | -------------------- | --- | --- |
| Belarus               | 5+5                  | Raman Jaljotnau, Mikita Labastau, Dsmitryj Lasouski, Anton Smolski, Maksim Warabej                                            | Dsinara Alimbekawa, Irina Krutschinkina, Jelena Krutschinkina, Iryna Leschtschanka, Hanna Sola                    |
| Belgien               | 4+1                  | César Beauvais, Florent Claude, Tom Lahaye-Goffart, Thierry Langer                                                            | Lotte Lie |
| Bulgarien             | 4+3                  | Dimitar Gerdschikow, Wladimir Iliew, Anton Sinapow, Blagoj Todew                                                              | Daniela Kadewa, Marija Sdrawkowa, Milena Todorowa                                                                 |
| Deutschland           | 6+6                  | Benedikt Doll, Philipp Horn, Johannes Kühn, Erik Lesser, Philipp Nawrath, Roman Rees                                          | Denise Herrmann, Janina Hettich, Vanessa Hinz, Franziska Preuß, Vanessa Voigt, Anna Weidel                        |
| Estland               | 3+4                  | Kalev Ermits, Raido Ränkel, Rene Zahkna                                                                                       | Susan Külm, Regina Oja, Johanna Talihärm, Tuuli Tomingas                                                          |
| Finnland              | 3+4                  | Olli Hiidensalo, Joni Mustonen, Tero Seppälä                                                                                  | Mari Eder, Nastassja Kinnunen, Venla Lehtonen, Suvi Minkkinen                                                     |
| Frankreich            | 6+6                  | Fabien Claude, Simon Desthieux, Quentin Fillon Maillet, Antonin Guigonnat, Émilien Jacquelin, Éric Perrot                     | Anaïs Bescond, Justine Braisaz-Bouchet, Chloé Chevalier, Anaïs Chevalier-Bouchet, Caroline Colombo, Julia Simon   |
| Italien               | 4+4                  | Thomas Bormolini, Daniele Cappellari, Tommaso Giacomel, Lukas Hofer                                                           | Federica Sanfilippo, Lisa Vittozzi, Dorothea Wierer, Linda Zingerle                                               |
| Kroatien              | 1+1                  | Krešimir Crnković | Anika Kožica |
| Lettland              | 3+2                  | Edgars Mise, Aleksandrs Patrijuks, Roberts Slotiņš                                                                            | Baiba Bendika, Sanita Buliņa                                                                                      |
| Litauen               | 4                    | Linas Banys, Tomas Kaukėnas, Nikita Romanow, Vytautas Strolia                                                                 | |
| Moldau                | 2+2                  | Pawel Magasejew, Maxim Makarow                                                                                                | Aljona Iwanowa, Alina Stremous                                                                                    |
| Norwegen              | 6+6                  | Filip Fjeld Andersen, Sivert Guttorm Bakken, Johannes Thingnes Bø, Tarjei Bø, Vetle Sjåstad Christiansen, Sturla Holm Lægreid | Tiril Eckhoff, Karoline Erdal, Ragnhild Femsteinevik, Ida Lien, Marte Olsbu Røiseland, Ingrid Landmark Tandrevold |
| Österreich            | 4+3                  | Simon Eder, Patrick Jakob, David Komatz, Felix Leitner                                                                        | Lisa Hauser, Katharina Innerhofer, Dunja Zdouc                                                                    |
| Polen                 | 4+4                  | Woicjech Filip, Grzegorz Guzik, Przemysław Pancerz, Woicjech Skorusa                                                          | Monika Hojnisz-Staręga, Magda Piczura, Anna Mąka, Kamila Żuk                                                      |
| Rumänien              | 2+2                  | Cornel Puchianu, Dmitri Schamajew                                                                                             | Anastassija Tolmatschowa, Natalja Uschkina                                                                        |
| Russland              | 6+6                  | Said Karimulla Chalili, Eduard Latypow, Alexander Loginow, Alexander Powarnizyn, Daniil Serochwostow, Wassili Tomschin        | Irina Kasakewitsch, Larissa Kuklina, Swetlana Mironowa, Uljana Nigmatullina, Kristina Reszowa, Walerija Wasnezowa |
| Schweden              | 6+6                  | Oskar Brandt, Peppe Femling, Jesper Nelin, Martin Ponsiluoma, Sebastian Samuelsson, Malte Stefansson                          | Mona Brorsson, Anna Magnusson, Stina Nilsson, Elvira Öberg, Hanna Öberg, Linn Persson                             |
| Schweiz               | 4+5                  | Niklas Hartweg, Martin Jäger, Sebastian Stalder, Benjamin Weger                                                               | Amy Baserga, Irene Cadurisch, Aita Gasparin, Selina Gasparin, Lena Häcki                                          |
| Slowakei              | 3+3                  | Šimon Bartko, Tomáš Hasilla, Michal Šíma                                                                                      | Ivona Fialková, Paulína Fialková, Mária Remeňová                                                                  |
| Slowenien             | 5+2                  | Klemen Bauer, Alex Cisar, Miha Dovžan, Jakov Fak, Lovro Planko                                                                | Polona Klemenčič, Nika Vindišar                                                                                   |
| Tschechien            | 5+5                  | Mikuláš Karlík, Michal Krčmář, Jakub Štvrtecký, Adam Václavík, Milan Žemlička                                                 | Lucie Charvátová, Markéta Davidová, Jessica Jislová, Eva Puskarčíková, Tereza Voborníková                         |
| Ukraine               | 3+5                  | Taras Lessjuk, Ruslan Tkalenko, Artem Tyschtschenko                                                                           | Olga Abramowa, Olena Bilossjuk, Darija Blaschko, Julija Dschyma, Iryna Petrenko                                   |
| Amerika (2 Nationen)  |                      | | |
| Kanada                | 4+4                  | Jules Burnotte, Christian Gow, Scott Gow, Adam Runnalls                                                                       | Megan Bankes, Sarah Beaudry, Emma Lunder, Benita Peiffer                                                          |
| Vereinigte Staaten    | 4+3                  | Jake Brown, Sean Doherty, Leif Nordgren, Paul Schommer                                                                        | Clare Egan, Deedra Irwin, Joanne Reid                                                                             |
| Asien (4 Nationen)    |                      | | |
| Japan                 | 3+4                  | Tsukasa Kobonoki, Kōsuke Ozaki, Mikito Tachizaki                                                                              | Asuka Hachisuka, Sari Maeda, Fuyuko Tachizaki, Kirari Tanaka                                                      |
| Kasachstan            | 2+3                  | Wladislaw Kirejew, Alexander Muchin                                                                                           | Jelisaweta Beltschenko, Darja Klimina, Galina Wischnewskaja-Scheporenko                                           |
| Südkorea              | 1+3                  | Timofei Lapschin | Jekaterina Awwakumowa, Mun Ji-hee, Kim Seon-su                                                                    |
| Volksrepublik China   | 3+4                  | Zhang Chunyu, Yan Xingyuan, Zhu Zhenyu                                                                                        | Meng Fanqi, Zhang Yan, Chu Yuanmeng, Ding Yuhuan                                                                  |
| Ozeanien (2 Nationen) |                      | | |
| Australien            | 1                    | | Jillian Colebourn                                                                                                 |
| Neuseeland            | 1                    | Campbell Wright | |

## Ausgangslage
Als Führende des Gesamtweltcups gingen in Frankreich Marte Olsbu Røiseland und Sebastian Samuelsson an den Start, die Nationenwertung wurde bei den Männern weiterhin von Norwegen, bei den Frauen punktgleich von Schweden und Frankreich angeführt. In der deutschen Mannschaft kam Anna Weidel zurück, Franziska Hildebrand lief stattdessen wieder im IBU-Cup. Christina Rieder und Julia Schwaiger fuhren für die österreichische Mannschaft nicht nach Annecy, Katharina Innerhofer bekam dafür ihren ersten Weltcupeinsatz der Saison. Bei den Männern war Lucas Pitzer nicht mehr dabei. In der Schweizer Mannschaft wurde erneut getauscht, Selina Gasparin lief wieder im Weltcup, ihre Schwester Elisa im IBU-Cup. Den noch leeren Platz des vorher erkrankten Jeremy Finello übernahm Martin Jäger. Im italienischen Team übernahm im Wechselkurs Linda Zingerle den vakanten Platz von Rebecca Passler, Federica Sanfilippo bekam ihren ersten Start der Saison im Austausch mit Michela Carrara. Bei den Herren liefen Didier Bionaz und Dominik Windisch im IBU-Cup, Daniele Cappellari kam in den Weltcup.

## Ergebnisse
| 4. Weltcup in Le Grand-Bornand, 13. bis 19. Dezember 2021 | 4. Weltcup in Le Grand-Bornand, 13. bis 19. Dezember 2021 | 4. Weltcup in Le Grand-Bornand, 13. bis 19. Dezember 2021 | 4. Weltcup in Le Grand-Bornand, 13. bis 19. Dezember 2021 | 4. Weltcup in Le Grand-Bornand, 13. bis 19. Dezember 2021 |
| --------------------------------------------------------- | --------------------------------------------------------- | --------------------------------------------------------- | --------------------------------------------------------- | --------------------------------------------------------- |
| Datum                                                     | Disziplin                                                 | Erster Platz                                              | Zweiter Platz                                             | Dritter Platz                                             |
| 16. Dezember 2021 (Do.)                                   | Sprint (7,5 km)                                           | Marte Olsbu Røiseland                                     | Anaïs Bescond                                             | Elvira Öberg                                              |
| 17. Dezember 2021 (Fr.)                                   | Sprint (10 km)                                            | Johannes Thingnes Bø                                      | Eduard Latypow                                            | Filip Fjeld Andersen                                      |
| 18. Dezember 2021 (Sa.)                                   | Verfolgung (10 km)                                        | Elvira Öberg                                              | Julia Simon                                               | Hanna Öberg                                               |
| 18. Dezember 2021 (Sa.)                                   | Verfolgung (12,5 km)                                      | Quentin Fillon Maillet                                    | Eduard Latypow                                            | Vetle Sjåstad Christiansen                                |
| 19. Dezember 2021 (So.)                                   | Massenstart (12,5 km)                                     | Elvira Öberg                                              | Julia Simon                                               | Kristina Reszowa                                          |
| 19. Dezember 2021 (So.)                                   | Massenstart (15 km)                                       | Émilien Jacquelin                                         | Quentin Fillon Maillet                                    | Tarjei Bø                                                 |

## Verlauf

### Sprint

#### Frauen
Start: Donnerstag, 16. Dezember 2021, 14:15 Uhr
| Platz | Sportler              | Zeit    | Schießfehler |
| ----- | --------------------- | ------- | ------------ |
| 1     | Marte Olsbu Røiseland | 20:22,0 | 0+0          |
| 2     | Anaïs Bescond         | +15,4   | 0+0          |
| 3     | Elvira Öberg          | +16,1   | 2+0          |
| 4     | Lisa Hauser           | +24,9   | 0+0          |
| 5     | Kristina Reszowa      | +26,7   | 1+0          |
| 6     | Dsinara Alimbekawa    | +34,7   | 0+1          |
| 7     | Hanna Sola            | +37,8   | 1+1          |
| 8     | Linn Persson          | +39,9   | 0+0          |
| 9     | Mari Eder             | +41,7   | 1+0          |
| 10    | Hanna Öberg           | +42,4   | 1+1          |
| 0     |                       |         |              |
| 14    | Denise Herrmann       | +48,9   | 1+1          |
| 16    | Lotte Lie             | +1:02,2 | 0+0          |
| 19    | Dorothea Wierer       | +1:03,6 | 0+2          |
| 20    | Lisa Vittozzi         | +1:03,8 | 1+1          |
| 25    | Lena Häcki            | +1:06,9 | 0+1          |
| 27    | Vanessa Hinz          | +1:07,0 | 0+1          |
| 32    | Vanessa Voigt         | +1:14,6 | 0+1          |
| 35    | Amy Baserga           | +1:20,7 | 0+0          |
| 43    | Federica Sanfilippo   | +1:27,7 | 0+1          |
| 47    | Irene Cadurisch       | +1:42,7 | 0+1          |
| 59    | Anna Weidel           | +1:55,6 | 0+0          |
| 70    | Dunja Zdouc           | +2:18,9 | 0+1          |
| 71    | Katharina Innerhofer  | +2:19,0 | 1+3          |
| 79    | Janina Hettich        | +2:35,7 | 1+3          |
| 80    | Selina Gasparin       | +2:36,2 | 2+2          |
| 85    | Aita Gasparin         | +2:47,0 | 0+3          |
| 96    | Linda Zingerle        | +3:40,1 | 3+1          |
| DNS   | Franziska Preuß       |         |              |

Gemeldet: 107 
 Nicht am Start: 2 
 Disqualifiziert:  Daniela Kadewa
Den vierten Sprint der Saison gewann Marte Olsbu Røiseland vor Anaïs Bescond und Elvira Öberg, die wieder mit Laufbestzeit glänzte. Lisa Hauser scheiterte als Vierte knapp am Podest, Kristina Reszowa erreichte ihr bestes Karriereresultat. Auch die Neunte Mari Eder konnte nach fast zwei Jahren wieder ein Top-10-Ergebnis erzielen. Beste Deutsche wurde dank zweitbester Laufzeit auf dem 14. Rang Denise Herrmann, die Belgierin Lotte Lie konnte einen erneut starken Eindruck hinterlassen. Franziska Preuß ging aufgrund einer Fußverletzung nicht an den Start.

#### Männer
Start: Freitag, 17. Dezember 2021, 14:15 Uhr
| Platz | Sportler                   | Zeit    | Schießfehler |
| ----- | -------------------------- | ------- | ------------ |
| 1     | Johannes Thingnes Bø       | 23:30,3 | 0+0          |
| 2     | Eduard Latypow             | +7,2    | 0+0          |
| 3     | Filip Fjeld Andersen       | +18,2   | 0+0          |
| 4     | Quentin Fillon Maillet     | +21,2   | 1+0          |
| 5     | Sturla Holm Lægreid        | +24,5   | 0+0          |
| 6     | Anton Smolski              | +26,5   | 0+0          |
| 7     | Émilien Jacquelin          | +33,0   | 1+1          |
| 8     | Vetle Sjåstad Christiansen | +38,8   | 1+0          |
| 9     | Sebastian Samuelsson       | +40,7   | 1+0          |
| 10    | Timofei Lapschin           | +42,7   | 0+0          |
| 0     |                            |         |              |
| 16    | Philipp Nawrath            | +53,8   | 1+0          |
| 17    | Thomas Bormolini           | +58,7   | 0+0          |
| 21    | Johannes Kühn              | +1:10,4 | 0+2          |
| 23    | Felix Leitner              | +1:13,6 | 0+1          |
| 24    | Benedikt Doll              | +1:13,9 | 1+1          |
| 26    | Erik Lesser                | +1:17,5 | 0+1          |
| 28    | Benjamin Weger             | +1:22,6 | 0+1          |
| 29    | Philipp Horn               | +1:23,0 | 1+1          |
| 30    | Lukas Hofer                | +1:26,2 | 0+2          |
| 33    | Martin Jäger               | +1:36,6 | 1+0          |
| 34    | Simon Eder                 | +1:37,7 | 1+1          |
| 43    | David Komatz               | +1:51,2 | 0+0          |
| 47    | Roman Rees                 | +2:01,7 | 0+2          |
| 51    | Niklas Hartweg             | +2:03,8 | 1+0          |
| 60    | Thierry Langer             | +2:16,4 | 0+1          |
| 74    | Tommaso Giacomel           | +2:30,8 | 3+2          |
| 88    | Daniele Cappellari         | +2:58,6 | 1+2          |
| 97    | Patrick Jakob              | +3:15,7 | 0+1          |
| 106   | Sebastian Stalder          | +4:09,5 | 2+2          |

Gemeldet: 111 
 Nicht am Start:  Jakov Fak 
 Nicht beendet:  Wojciech Filip
Johannes Bø gewann sein erstes Rennen der Saison, er schoss wie der zweitplatzierte Eduard Latypow Null Fehler. Filip Andersen konnte zum ersten Mal in seiner Karriere einen Podestplatz erreichen. Der gebürtige Russe Timofei Lapschin konnte nach ziemlich exakt vier Jahren wieder einen Top-10-Rang erzielen. Bester Italiener war dieses Mal Thomas Bormolini, Nawrath, Leitner und Weger waren wenig überraschend die besten Athleten der übrigen deutschsprachigen Länder. Martin Jäger konnte bei seinem ersten Einsatz der Saison gleich Weltcuppunkte erzielen.

### Verfolgung

#### Frauen
Start: Samstag, 18. Dezember 2021, 13:00 Uhr
| Platz | Sportler              | Zeit      | Schießfehler |
| ----- | --------------------- | --------- | ------------ |
| 1     | Elvira Öberg          | 29:27,0   | 1+0+0+1      |
| 2     | Julia Simon           | +4,2      | 0+0+0+1      |
| 3     | Hanna Öberg           | +11,6     | 0+0+2+0      |
| 4     | Marte Olsbu Røiseland | +13,4     | 0+1+2+0      |
| 5     | Lisa Vittozzi         | +19,6     | 0+0+1+0      |
| 6     | Anaïs Bescond         | +30,7     | 1+0+0+0      |
| 7     | Lisa Hauser           | +40,5     | 0+0+0+1      |
| 8     | Swetlana Mironowa     | +52,0     | 0+1+0+0      |
| 9     | Kristina Reszowa      | +52,4     | 0+3+0+0      |
| 10    | Dorothea Wierer       | +55,1     | 0+0+1+1      |
| 0     |                       |           |              |
| 13    | Lotte Lie             | +1:35,6   | 0+0+0+1      |
| 15    | Vanessa Hinz          | +1:44,8   | 0+0+2+0      |
| 19    | Vanessa Voigt         | +1:49,8   | 1+0+0+1      |
| 35    | Amy Baserga           | +2:04,5   | 0+0+2+1      |
| 38    | Denise Herrmann       | +3:15,3   | 0+1+2+3      |
| 40    | Federica Sanfilippo   | +3:24,9   | 0+1+2+1      |
| 42    | Lena Häcki            | +3:32,4   | 2+0+2+2      |
| 52    | Anna Weidel           | +6:26,9 1 | 0+1+2+1      |
| DNF   | Irene Cadurisch       |           | 1            |

Gemeldet: 60 
 Nicht am Start: 5 
 Nicht beendet: 3
Elvira Öberg gewann das erste Weltcuprennen ihrer Karriere, Julia Simon konnte in ihrer Heimat das erste Podest der Saison einfahren. Hanna Öberg komplettierte im Sprint gegen Marte Olsbu Røiseland das Podest. Lisa Vittozzi, Swetlana Mironowa, Dorothea Wierer und Lotte Lie konnten ihr bestes Saisonergebnis erzielen. Lisa Hauser konnte erneut ein Top-10-Ergebnis erzielen, beste Deutsche war Vanessa Hinz auf dem 15. Rang, beste Schweizerin wurde Amy Baserga auf Platz 35.

#### Männer
Start: Samstag, 18. Dezember 2021, 15:00 Uhr
| Platz | Sportler                   | Zeit    | Schießfehler |
| ----- | -------------------------- | ------- | ------------ |
| 1     | Quentin Fillon Maillet     | 30:58,3 | 0+0+0+0      |
| 2     | Eduard Latypow             | +16,1   | 0+1+1+0      |
| 3     | Vetle Sjåstad Christiansen | +16,2   | 0+0+0+0      |
| 4     | Anton Smolski              | +32,8   | 0+1+0+0      |
| 5     | Johannes Thingnes Bø       | +43,3   | 2+0+1+0      |
| 6     | Sturla Holm Lægreid        | +52,9   | 0+1+0+0      |
| 7     | Tarjei Bø                  | +1:09,8 | 0+0+1+0      |
| 8     | Said Karimulla Chalili     | +1:18,6 | 0+0+0+0      |
| 9     | Émilien Jacquelin          | +1:24,2 | 0+0+2+3      |
| 10    | Erik Lesser                | +1:27,6 | 0+0+1+0      |
| 0     |                            |         |              |
| 13    | Philipp Nawrath            | +1:48,9 | 0+0+1+1      |
| 15    | Benedikt Doll              | +1:52,7 | 0+1+1+0      |
| 16    | Benjamin Weger             | +1:56,7 | 1+0+0+0      |
| 19    | Thomas Bormolini           | +2:11,0 | 0+0+1+2      |
| 21    | Simon Eder                 | +2:15,1 | 0+0+1+0      |
| 22    | Felix Leitner              | +2:25,7 | 0+0+1+1      |
| 24    | Johannes Kühn              | +2:40,0 | 0+0+2+2      |
| 28    | Philipp Horn               | +2:56,2 | 0+2+1+0      |
| 33    | Lukas Hofer                | +3:23,8 | 3+0+1+0      |
| 37    | Roman Rees                 | +3:34,5 | 0+0+1+1      |
| 42    | Niklas Hartweg             | +4:00,1 | 1+1+1+0      |
| 43    | David Komatz               | +4:05,0 | 0+1+1+0      |
| 45    | Martin Jäger               | +4:23,1 | 0+1+2+3      |
| 49    | Thierry Langer             | +4:35,0 | 0+1+2+0      |

Gemeldet und am Start: 60
Quentin Fillon Maillet fuhr seinen zweiten Sieg der Saison ein, Eduard Latypow und Vetle Christiansen konnten im Zielsprint die anderen Podestplätze aufteilen. Anton Smolski konnte ein weiteres starkes Resultat einfahren, Johannes Bø sicherte nach seinem Sieg nur den fünften Rang ab. Die Russen Chalili und Powarnizyn erzielten ihre jeweils zweitbesten Karriereergebnisse, Erik Lesser konnte zum ersten Mal in dieser Saison die besten Zehn erreichen. Weger, Bormolini und Eder waren, heute nicht überraschend, die besten ihrer Nationen.

### Massenstart

#### Frauen
Start: Sonntag, 19. Dezember 2021, 12:45 Uhr
| Platz | Sportler              | Zeit    | Schießfehler |
| ----- | --------------------- | ------- | ------------ |
| 1     | Elvira Öberg          | 35:21,7 | 1+1+0+0      |
| 2     | Julia Simon           | +10,7   | 0+0+1+1      |
| 3     | Kristina Reszowa      | +12,1   | 0+0+1+1      |
| 4     | Dorothea Wierer       | +13,3   | 0+0+0+1      |
| 5     | Jessica Jislová       | +13,9   | 0+0+0+0      |
| 6     | Marte Olsbu Røiseland | +19,3   | 0+2+0+0      |
| 7     | Uljana Nigmatullina   | +28,2   | 0+1+0+0      |
| 8     | Markéta Davidová      | +30,1   | 0+1+1+0      |
| 9     | Lisa Hauser           | +31,1   | 0+0+0+1      |
| 10    | Hanna Öberg           | +40,4   | 0+3+0+1      |
| 0     |                       |         |              |
| 13    | Lotte Lie             | +45,6   | 0+0+0+1      |
| 22    | Vanessa Hinz          | +2:15,4 | 0+0+3+1      |
| 24    | Vanessa Voigt         | +2:36,1 | 2+1+0+0      |
| 27    | Lisa Vittozzi         | +3:38,2 | 5+1+1+0      |

Gemeldet und am Start: 30
Elvira Öberg gewann nach dem Verfolger auch den Massenstart, Julia Simon wurde wieder Zweite. Kristina Reszowa konnte erstmals einen Podestplatz erreichen. Die Tschechin Jislová schoss als einzige keinen Fehler und wurde Fünfte. Unter anderen waren Denise Herrmann und Franziska Preuß nicht am Start, das Starterfeld wurde daher bis zur 34. der Weltrangliste, Stina Nilsson aufgefüllt. Trotz der zwei Siege Elvira Öbergs führte Marte Olsbu Røiseland weiterhin die Weltcupwertung an, Öberg schob sich auf Rang 2.

#### Männer
Start: Sonntag, 19. Dezember 2021, 14:45 Uhr
| Platz | Sportler                   | Zeit    | Schießfehler |
| ----- | -------------------------- | ------- | ------------ |
| 1     | Émilien Jacquelin          | 35:54,8 | 0+0+1+0      |
| 2     | Quentin Fillon Maillet     | +3,5    | 1+1+0+0      |
| 3     | Tarjei Bø                  | +10,3   | 0+0+1+0      |
| 4     | Felix Leitner              | +15,6   | 0+0+0+0      |
| 5     | Vetle Sjåstad Christiansen | +16,4   | 0+1+0+0      |
| 6     | Johannes Kühn              | +17,7   | 0+0+1+0      |
| 7     | Benedikt Doll              | +27,1   | 1+0+0+0      |
| 8     | Sivert Guttorm Bakken      | +45,0   | 0+1+0+0      |
| 9     | Sebastian Samuelsson       | +47,8   | 1+1+1+1      |
| 10    | Benjamin Weger             | +48,4   | 0+0+0+1      |
| 0     |                            |         |              |
| 17    | Simon Eder                 | +1:16,9 | 0+0+1+0      |
| 18    | Thomas Bormolini           | +1:19,7 | 0+0+2+0      |
| 19    | Philipp Nawrath            | +1:25,7 | 0+0+2+1      |
| 24    | Lukas Hofer                | +1:34,2 | 1+0+0+2      |
| 27    | Erik Lesser                | +2:30,0 | 0+0+2+2      |
| 28    | Roman Rees                 | +2:56,6 | 0+0+2+0      |

Gemeldet und am Start: 30
Auch der Massenstart sah in Émilien Jacquelin einen französischen Sieger, der vor Landsmann Quentin Fillon Maillet und Tarjei Bø triumphierte. Mit Leitner, Kühn, Doll und Weger landeten gleich vier deutschsprachige Athleten unter den Top 10. Im Gegensatz zum Rennen der Frauen gab es keine Absagen, das Feld musste also nicht aufgefüllt werden. Nach seinem Sieg führte Jacquelin auch den Gesamtweltcup an, zwischen ihm und Platz 7 lagen allerdings nur 61 Punkte.

## Auswirkungen
| Rang | Name                    | Punkte | Siege | Verän- derung |
| ---- | ----------------------- | ------ | ----- | ------------- |
| 1    | Marte Olsbu Røiseland   | 417    | 3     |               |
| 2    | Elvira Öberg            | 387    | 2     |               |
| 3    | Dsinara Alimbekawa      | 327    | 0     |               |
| 4    | Lisa Hauser             | 321    | 1     |               |
| 5    | Hanna Sola              | 320    | 1     |               |
| 6    | Hanna Öberg             | 318    | 1     |               |
| 7    | Anaïs Bescond           | 250    | 0     |               |
| 8    | Justine Braisaz-Bouchet | 234    | 0     |               |
| 9    | Kristina Reszowa        | 229    | 0     |               |
| 10   | Anaïs Chevalier-Bouchet | 227    | 0     |               |

| Rang | Name                       | Punkte | Siege | Verän- derung |
| ---- | -------------------------- | ------ | ----- | ------------- |
| 1    | Émilien Jacquelin          | 371    | 1     |               |
| 2    | Quentin Fillon Maillet     | 369    | 2     |               |
| 3    | Vetle Sjåstad Christiansen | 347    | 1     |               |
| 4    | Sebastian Samuelsson       | 344    | 2     |               |
| 5    | Eduard Latypow             | 336    | 0     |               |
| 6    | Tarjei Bø                  | 320    | 0     |               |
| 7    | Johannes Thingnes Bø       | 310    | 1     |               |
| 8    | Anton Smolski              | 256    | 0     |               |
| 9    | Sturla Holm Lægreid        | 253    | 1     |               |
| 10   | Simon Desthieux            | 248    | 0     |               |

## Debütanten
Folgende Athleten nahmen zum ersten Mal an einem Biathlon-Weltcup teil. Dabei kann es sich sowohl um Individualrennen, als auch um Staffelrennen handeln.
| Männer         | Frauen |
| -------------- | ------ |
| Nikita Romanow |        |